# Notre-Dame-des-Pins
Notre-Dame-des-Pins es un municipio parroquial canadiense situado en la provincia de Quebec.

## Superficie
Notre-Dame-des-Pins tiene una superficie de 24,09 km².

## Demografía
En 2021, tenía 1812 habitantes, una densidad poblacional de 75,2 hab./km², y 763 viviendas.